# Список объектов, названных в честь Исаака Ньютона
Существует несколько математических и физических объектов, названных в честь Исаака Ньютона:

## Теоремы
- Теорема Ньютона — Лейбница
- теоремы Ньютона и Айвори утверждают, что потенциал заряженного металлического эллипсоида равен константе внутри эллипсоида и постоянен на конфокальных ему объемлющих эллипсоидах
  - теорема Ньютона — Айвори — Арнольда об алгебраичности поверхностных потенциалов
- Теорема Ньютона о сферической оболочке
- Теорема Ньютона — Сильвестра
- Теорема Ньютона о трансцендентности интегралов
- Теорема Ньютона о локальной неалгебраичности
- теорема Ньютона о неинтегрируемости плоских овалов
- Теорема Ньютона (планиметрия) — 2 различные теоремы.

## Законы
- Закон вязкости Ньютона
- Законы Ньютона в механике:
  - Закон инерции (первый)
  - Второй закон Ньютона
  - Третий закон Ньютона
  - Закон всемирного тяготения Ньютона
- Закон Ньютона — Рихмана теплоотдачи

## Уравнения
- Уравнения Ньютона — дифференциальные уравнения, получаемые из законов Ньютона, в частности:
  - уравнения движения, которые следуют из второго закона Ньютона
  - уравнение эволюции температуры из закона Ньютона — Рихмана

## Формулы
- Бином Ньютона
- Интерполяционные формулы Ньютона
- Формула Ньютона — Лейбница, см. Теорема Ньютона — Лейбница
- Формулы Ньютона — Жирара, см. Тождества Ньютона для симметрических многочленов.
- Формула Ньютона — Симпсона

## Константы
- Гравитационную постоянную называют постоянной Ньютона

## Методы
- Метод Лаврентьева — Ньютона
- Метод Ньютона — решение уравнений. Его модификации:
  - Метод Ньютона — Рафсона
  - Алгоритм Гаусса — Ньютона
- Метод Ньютона — Котеса — вычисление интегралов.
- Метод Ньютона — Канторовича

## Астероиды
- (662) Ньютония
- (8000) Исаак Ньютон
- (2653) Принципия назван в честь фундаментального труда Ньютона — «Математические начала натуральной философии»

## Прочее
- Бассейны Ньютона
- Градус Ньютона
- Кольца Ньютона
- Колыбель Ньютона
- Медаль Исаака Ньютона
- Ньютонов потенциал
- Ньютоновская жидкость
- Ньютоновская механика
- Ньютон (единица измерения)
- Ньютоний — гипотетический химический элемент
- Пик Ньютона — горная вершина, высшая точка архипелага Шпицберген
- Телескоп Ньютона